# Štrumpfovi (televizijska serija, 2021.)
Štrumpfovi (Les Schtroumpfs) belgijska je animirana serija iz 2021. godine, ponovno pokretanje istoimene serije iz 1981., koju su producirali Dupuis Édition &; Audiovisuel i Peyo Productions, u koprodukciji s Dargaud Media, KiKA, Ketnet, RTBF i TF1.
U Hrvatskoj serija se prikazuje na RTL-u, RTL Kockici i Nickelodeonu.

## Pregled serije
| Sezona | Sezona | Epizoda | Izvorni prikazivanje | Izvorni prikazivanje | Hrvatsko prikazivanje (RTL) | Hrvatsko prikazivanje (RTL) |
| Sezona | Sezona | Epizoda | Premijera            | Finale               | Premijera                   | Finale                      |
| ------ | ------ | ------- | -------------------- | -------------------- | --------------------------- | --------------------------- |
|        | 1      | 52      | 18. travnja 2021.    | 20. travnja 2022.    | 26. studenoga 2022.         | 27. siječnja 2023.          |
|        | 2      | 52      | 29. kolovoza 2022.   | 1. veljače 2023.     | –                           |                             |

## Distribucija
Serija je premijerno prikazana diljem svijeta u Belgiji od 18. travnja 2021. na La Trois televiziji, u programskom prostoru posvećenom djeci. Isto izdanje na francuskom jeziku prikazano je u Francuskoj od 9. svibnja 2021. na TF1, i u Québecu od 28. kolovoza 2021. na Télé-Québecu.
Nizozemsko izdanje prikazuje se na belgijskom kanalu Ketnet, dok se u Njemačkoj prikazuje od 16. travnja 2022. na KiKA-i. U Sjedinjenim Američkim Državama serija se prikazuje na Nickelodeonu od 6. rujna 2021. Nickelodeon sam ima međunarodna distribucijska prava, u tim distribucijama, međutim, redoslijed epizoda ne slijedi redoslijed izvornog izdanja, već radnog naloga.
U Hrvatskoj serija se prikazuje na RTL-u, RTL Kockici i Nickelodeonu.

## Sinkronizacija
U hrvatskoj sinkronizaciju je preuzeo studio NET D.O.O.
| Lik                                          | Glumac               |
| -------------------------------------------- | -------------------- |
| Štrumfeta                                    | Kristina Habuš       |
| Lumen                                        | Ivan Mokrović        |
| Glupko/Tupavko i ostali štrumfovi bez imena  | Ermin Preljević      |
| Medeni i ostali štrumfovi bez imena          | Bojan Jambrošić      |
| Lijeni i ostali štrumfovi bez imena          | Luka Starman         |
| Farmer/Ratko i ostali štrumfovi bez imena    | Bojan Rokvić         |
| Trapavi                                      | Ana Marija Štefanac  |
| Štrumpfcvijetka i ostali štrumfovi bez imena | Helena Novosel       |
| Vicko                                        | Ermin Preljević      |
| Gargamel                                     | Vladimir Preljević   |
| Orijaško i ostali štrumfovi bez imena        | Alan Katić           |
| Chef i ostali štrumfovi bez imena            | Goran Vrbanić        |
| Mrgud i ostali štrumfovi bez imena           | Boris Barberić       |
| Svirko                                       | Dino Rogić           |
| Papa Štrumf                                  | Željko Šestić        |
| Hrga i ostali štrumfovi bez imena            | Vedran Komerički     |
| Majstor i ostali štrumfovi bez imena         | Nikola Dabac         |
| Bear                                         | Krunoslav Klabučar   |
| Snail                                        | Željko Šestić        |
| Greedy                                       | Vesna Ravenščak      |
| Lily                                         | Mima Karaula         |
| Štrumpfić                                    | Ana Takač            |
| Trtko i ostali štrumfovi bez imena           | Goran Vrbanić        |
| Glee-Go                                      | Nikola Marjanović    |
| Willow                                       | Danijela Večerinović |
| Mini Vicko                                   | Ermin Preljević      |
| Doc                                          | Krunoslav Klabučar   |
| Mazalo                                       | Gregor Klarić        |
| Pjesnik                                      | Nikola Marjanović    |
| Krojač                                       | Krunoslav Klabučar   |
| Wimpy                                        | Ana Takač            |
| Storm                                        | Zrinka Antičević     |
| Ostali štrumfovi bez imena                   | Vladimir Pavelić     |